# FK Khimki
Maillots
Dernière mise à jour : 31 mai 2025.
Le Futbolny klub Khimki (russe : футбольный клуб «Химки») était un club de football russe basé à Khimki, dans l'agglomération de Moscou.
Fondé en 1996, il effectue ses premières années dans les divisions inférieures avant de rapidement atteindre la troisième division russe dès 1998 puis la deuxième division en 2001. Après cinq années à cet échelon, marquées notamment par une finale de Coupe de Russie en 2005, il remporte la deuxième division à l'issue de la saison 2006 et découvre la première division pour la première fois de son histoire. Il s'y maintient pendant trois saisons de 2007 à 2009, ne dépassant pas la neuvième place. Le club connaît par la suite des difficultés à retrouver son niveau d'antan, retombant au troisième niveau en 2013 avant de remonter en deuxième division à l'issue en 2015 puis de retrouver l'élite entre 2020 et 2023. Le club est officiellement dissout le 18 juin 2025.
Au cours de son histoire, Khimki a évolué à l'Arena Khimki et aux stades Rodina et Novye Khimki. Ces deux derniers étant historiquement ses principaux stades d'usage. Depuis la saison 2016-2017, il évolue principalement à l'Arena Khimki, tandis que les deux autres sont utilisés par les équipes réserves du club.
Les couleurs principales du club sont le rouge, le blanc et le noir.

## Histoire

### Débuts dans les échelons inférieurs (1996-2001)
Le club est créé au cours de l'année 1996 sur la base du Novator et du Rodina, deux équipes amateurs de la ville qui s'unissent pour former un club unique. Intégré au groupe Podmoskovié de la cinquième division, l'équipe nouvellement fondée joue son premier match officiel le 17 mai 1996 face à Podolsk, remporté 3-1 et auquel assistent près de 3 000 personnes. Le premier entraîneur de Khimki est Vladimir Chtapov, ancien joueur du Dynamo Moscou qui entraînait alors le Novator depuis plusieurs années. Sous sa direction, le club termine premier de son groupe, ne subissant qu'un seul revers en vingt-deux matchs, et accède à la quatrième division ainsi qu'au statut professionnel.  
Dans la foulée de sa promotion, Khimki est formellement fondé le 30 janvier 1997, qui devient ainsi la date anniversaire du club,. Pour sa première saison professionnelle, l'équipe est intégrée au troisième groupe de la quatrième division, dont il parvient à atteindre la deuxième place derrière la réserve du Dynamo Moscou et a enchaîner une deuxième promotion d'affilée en étant promu en troisième division. Malgré ce succès, le contrat de Chtapov n'est pas renouvelé et il quitte le club à la fin de la saison.
Sous la direction d'Igor Bychkov puis de Ravil Sabitov, Khimki conclut sa première saison au troisième échelon sur une dixième place dans le groupe Ouest. Transféré dans le groupe Centre en 1999, les performances de l'équipe s'améliorent avec une sixième place tandis que les dirigeants établissent comme objectif une promotion en deuxième division pour la saison suivante. Sous la houlette d'Aleksandr Piskariov, le club connaît un mauvais départ qui amène à son renvoi au mois de mai au profit de son adjoint Viktor Papaïev. Avec son arrivée, les performances de l'équipe s'améliorent fortement et il parvient à l'amener à la première place du groupe à l'issue de la saison et à se qualifier pour les barrages de promotion. Ceux-ci se concluent cependant sur une défaite face au Severstal Tcherepovets aux buts à l'extérieur et au renvoi de Papaïev. Cependant durant l'intersaison, le Severstal annonce ne pas pouvoir prendre part à la compétition pour des raisons financières, amenant à la promotion administrative de Khimki, qui découvre ainsi le deuxième échelon cinq ans après sa création lors la saison 2001.

### Stabilisation et montée en première division (2001-2006)
Les premières années du club en deuxième division sont marqués par des résultats irréguliers qui l'amène à des places de milieu de tableau entre 2001 et 2003 ainsi qu'à de multiples changements d'entraîneurs en cours de saison. L'année 2004 voit l'arrivée d'un nouveau président en la personne de Vladimir Streltchenko, qui décide de réorganiser l'organigramme du club avec notamment la nomination de Pavel Yakovenko au poste d'entraîneur et le recrutement de joueurs prometteurs ou d'expériences tels que Georgi Lomaia, Pavel Pogrebniak, Vitali Grichine, Aleksandr Danichevski ainsi qu'Andreï Tikhonov, ancien joueur du Spartak Moscou et du Krylia Sovetov Samara dont l'arrivée en décembre 2004 fait sensation.
Se plaçant comme un prétendant de premier ordre à la promotion pour la saison 2005, l'équipe effectue également un parcours remarquable en Coupe de Russie, où il élimine plusieurs clubs de première division tels que l'Alania Vladikavaz, le Torpedo Moscou et l'Amkar Perm pour atteindre la finale de la compétition pour la première fois de son histoire. Les Khimkiens sont finalement vaincus à ce stade par le CSKA Moscou sur le score d'un but à zéro,. Les performances en championnat ne sont cependant pas aussi luisants, où l'équipe termine la saison à la quatrième place à quatre points des places de promotion. À la suite de cette déception, une grande partie de l'équipe et de l'encadrement technique quittent le club à l'issue de la saison.
Pour compenser ces départs, la direction nomme comme entraîneur Vladimir Kazatchionok et s'atèle une nouvelle fois à reconstruire l'équipe en engageant notamment les vétérans Roman Berezovsky, Iouri Drozdov, Vladimir Bestchastnykh qui forment avec Tikhonov le cœur de l'équipe à l'aube de la saison 2006. Cette campagne s'avère réussite, Khimki s'installant rapidement dans les places de promotion avant de terminer champion de deuxième division devant le Kouban Krasnodar avec un total de 99 points en quarante-deux matchs. Le club découvre ainsi la première division en 2007, onze ans après sa création.

### Premier passage dans l'élite (2007-2009)

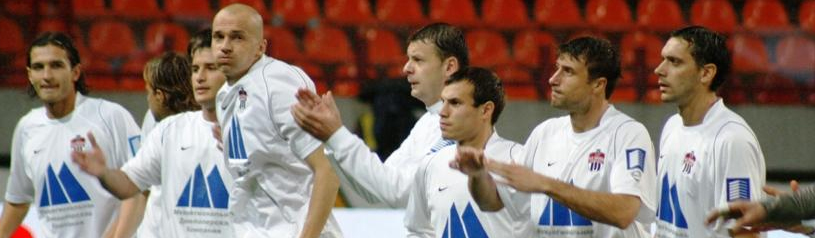
L'équipe de Khimki en 2008.

La montée dans l'élite s'accompagne d'un remaniement de l'effectif, avec notamment de nombreux recrutements à l'étranger avec les arrivées du Slovène Nastja Čeh, des Bosniaques Dragan Blatnjak et Vule Trivunović, de l'Estonien Andrei Stepanov ainsi que des locaux Roman Chirokov et Roman Vorobiov. Pour sa première campagne au premier échelon, le club termine à une confortable neuvième place au classement, principalement porté par ses bons résultats à domicile avec notamment une victoire 3-0 contre le Spartak Moscou et seulement deux défaites concédées à la maison tout au long de la saison.
La saison suivante s'avère cependant plus compliquée pour le club, qui ne parvient à compenser les départs de ses principaux joueurs, notamment Tikhonov, Čeh et Stepanov, dont les performances des remplaçants, entre autres Egor Titov, Renat Sabitov, Florin Șoavă ou Fiodor Koudriachov peinent à convaincre. Khimki termine ainsi la saison 2008 en tant que premier non-relégable à la quatorzième place. Dans la foulée, les autorités de l'oblast de Moscou font part d'un plan de fusion du club avec le Saturn Ramenskoïe pour répondre aux difficultés issues de la crise économique. Ce plan est cependant abandonné rapidement et le club se voit allouer un nouveau budget de 300 millions de roubles pour la saison 2009.
Pour tenter de sauver sa place dans l'élite, le club base son recrutement pour la saison suivante sur l'arrivée de jeunes joueurs prometteurs, notamment Vladislav Nikiforov, Ilya Maksimov, Ievgueni Gapon ou encore Arseni Logachov encadrés par la vieille garde de l'équipe. Cette orientation ne porte cependant pas ses fruits et Khimki s'enfonce très rapidement dans les profondeurs du classement, ne remportant sa première victoire que lors de la treizième journée face au Krylia Sovetov Samara et sa deuxième et dernière victoire de la saison deux journées plus tard contre l'Amkar Perm. Avec un total de dix points à la trêve estivale, les joueurs lâchent complètement prise lors de la deuxième partie de la saison et perdent l'intégralité de leur quinze derniers matchs, terminant largement derniers à vingt-deux points des premiers non-relégables. Le président Streltchenko quitte le club à l'issue de la saison.

### Difficultés sportives et relégation en troisième division (2010-2013)
Arrivant au deuxième échelon avec l'ambition de retrouver l'élite au plus vite, la nouvelle direction fait le choix de nommer l'expérimenté Aleksandr Tarkhanov comme entraîneur et de ramener le vétéran Andreï Tikhonov en tant que capitaine, avec pour objectif de mettre en place une équipe jeune encadrée par les joueurs plus expérimentés. Cette approche est dans un premier temps couronnée de succès, Khimki se classant à la neuvième position à la mi-saison avec seulement quatre points de retard sur les cinq premiers. La trêve estivale est cependant marquée par le départ de Tarkhanov pour le Krylia Sovetov Samara quelques jours avant le début de la phase retour, qui est remplacé par son adjoint, le novice Ievgueni Bushmanov. Les résultats de la deuxième partie de saison son bien en deçà des espérances, l'équipe ne remportant quatre de ses dix-neuf matchs et terminant à une décevant treizième place.
Une grande partie des joueurs d'expérience de l'équipe s'en vont lors de l'intersaison, Roman Berezovsky étant le dernier restant du passage du club dans l'élite. Ceux-ci sont principalement remplacés par des jeunes du centre de formation tandis qu'Aleksandr Grigoryan devient entraîneur principal. La saison 2011-2012 est ainsi marquée par l'irrégularité des résultats qui amènent au départ de Grigoryan et son remplacement par Oleg Dolmatov en juillet, et font terminer le club à la onzième place à l'issue de la première phase du championnat, le qualifiant pour la phase de relégation. La deuxième phase voit Khimki enchaîner les résultats décevant et approcher dangereusement de la zone de relégation, malgré le retour de Tarkhanov au poste d'entraîneur, qui ne sauve sa place qu'à la toute dernière journée à la faveur d'une victoire sur la pelouse du Volgar-Gazprom Astrakhan lui permettant de se maintenir grâce à son nombre de victoires supérieur au Gazovik Orenbourg, premier relégable.
Les choses ne s'arrangent pas lors de la saison suivante, où les résultats négatifs amènent trois entraîneurs  différents à se succéder sur le banc, Tarkhanov quittant son poste dès le mois d'août 2012 tandis que son remplaçant Omari Tetradze ne tient que deux mois jusqu'au mois d'octobre, après quoi Valeri Petrakov dirige l'équipe pour le reste de la saison qui la voit finir seizième et avant-dernière du classement et tomber en troisième division pour la première fois depuis l'an 2000.

### Remontée progressive (2013-2020)
Se fixant comme objectif immédiat un retour au deuxième échelon, Khimki décide d'engager une nouvelle fois Aleksandr Tarkhanov pour le mener à bien. L'irrégularité des résultats en championnat et le départ prématuré de l'entraîneur pour l'Oural Iekaterinbourg au mois de novembre 2013, malgré son remplacement par Vladimir Moukhanov, auront cependant raison des ambitions du club qui termine à une décevante troisième place, à treize points du deuxième Tosno. Le constat est similaire la saison suivante, où les hommes de Vladimir Maminov ne peuvent cette fois atteindre que la quatrième place, trois points derrière la réserve du Zénith Saint-Pétersbourg, premier promu.
Les Khimkiens atteignent enfin leur objectif lors de la saison 2015-2016 où ils dominent leur groupe du début à la fin, ne subissant leur unique défaite de la saison que lors de la dernière journée face au Dinamo Saint-Pétersbourg et terminant largement premier avec quatorze points d'avance et retrouvant la deuxième division. Pour son retour au deuxième échelon, la direction du club n'hésite pas à évoquer une deuxième promotion d'affilée et un retour en première division pour 2017. L'objectif apparaît cependant très vite irréalisable, le club démarrant la compétition par une série de sept matchs sans victoire et se battant pour se maintenir tout au long de la saison, terminant finalement onzième du classement. Le scénario est similaire la saison suivante, où un début prometteur de trois victoires lors des premières journées est suivi par une série négative de onze matchs sans victoire pour finalement terminer treizième à trois points des places de relégation. L'exercice 2018-2019 voit quant à lui Khimki stagner perpétuellement dans le milieu de classement, étant même pendant un temps menacé par la relégation. L'arrivée d'Andreï Talalaïev en avril 2019 s'accompagne d'une fin de saison très positive avec cinq victoires en huit matchs qui permet au club d'accrocher la neuvième position.
L'équipe continue par la suite sur sa lancée durant la première partie de la saison 2019-2020 en occupant tout le long le haut de classement et se plaçant troisième au moment de la trêve hivernale. Talalaïev quitte cependant ses fonctions au mois de janvier 2020 en raison de différends avec sa direction, qui souhaite notamment mettre en priorité le recrutement et le développement de jeunes joueurs de la région de Moscou,. Il est alors remplacé par Sergueï Iouran, qui avait déjà dirigé le club durant la saison 2008. Pour son premier match officiel, il remporte le quart de finale de la Coupe de Russie face au Torpedo Moscou et permet au club d'atteindre le dernier carré de la compétition pour la première fois depuis 2005. Quelques jours après la reprise du championnat durant le mois de mars 2020, alors que Khimki est passé en deuxième position entretemps, la compétition est suspendue en raison de la pandémie de Covid-19 en Russie avant d'être abandonnée définitivement au mois de mai. Les classements au moment de l'arrêt sont par la suite maintenus et Khimki obtient ainsi la promotion en première division. Malgré l'obtention de la licence adéquate pour participer à la compétition à la mi-juin, le ministre des sports de l'oblast de Moscou indique dans un premier temps que le club n'a pas avoir les moyens financiers de participer à l'élite et restera au deuxième échelon. Finalement durant le mois de juillet, après près d'un mois d'incertitude, Khimki annonce finalement qu'il prendra bien part à la première division lors de la saison 2020-2021. En parallèle, le club continue son parcours en coupe nationale en battant l'Oural Iekaterinbourg durant les demi-finales pour accéder à la deuxième finale de son histoire, où il est cependant vaincu par le Zénith Saint-Pétersbourg.

### Retour dans l'élite (depuis 2020)
Malgré cette dernière performance, Sergueï Iouran est démis de ses fonctions dès la fin du mois de juillet et remplacé par Dmitri Gounko (en) pour le début de la nouvelle saison. Celui-ci ne reste lui-même en poste que deux mois avant de quitter ses fonctions dès le 21 septembre, alors que le club connaît des débuts médiocres en championnat et se classe avant-dernier avec trois points en huit journées. L'arrivée dans la foulée d'Igor Tcherevtchenko au poste d'entraîneur s'accompagne cette fois d'un net regain de forme de l'équipe qui remporte sept des onze rencontres suivantes, ce qui lui permet de remonter en onzième position avec une avance de onze points sur la relégation à la fin de l'année 2020. Khimki termine par la suite la saison en milieu de classement en finissant huitième, constituant son meilleur résultat dans l'élite.
Le début de l'exercice 2021-2022 s'avère cependant compliqué pour Khimki qui retombe dans la zone de relégation tandis que Tcherevtchenko quitte ses fonctions au mois d'octobre 2021 après douze journées alors que le club se place en quatorzième position. Ce dernier retrouve cependant son poste le mois suivant jusqu'aux derniers jours de la trêve hivernale, son contrat étant résilié une nouvelle fois le 22 février 2022. Il est remplacé dès le lendemain par Sergueï Iouran qui retrouve ainsi le poste un an et demi après son départ. Sous ses ordres, le club retrouve une dynamique positive qui lui permet de revenir dans la courbe au maintien, bien que devant finalement se contenter d'une place de treizième et barragiste. Khimki parvient par la suite à assurer sa place dans l'élite à l'issue de ces barrages en s'imposant face au SKA-Khabarovsk sur le score cumulé de 3-1 (défaite 1-0 au match aller, victoire 3-0 au match retour).

## Bilan sportif

### Palmarès
| Compétitions nationales |
| - Championnat de Russie - Huitième : 2021. - Coupe de Russie - Finaliste : 2005 et 2020. - Championnat de Russie de deuxième division (2) - Champion : 2006, 2024 - Championnat de Russie de troisième division - Vainqueur de groupe : 2000 et 2016. |

### Classements en championnat
La frise ci-dessous résume les classements successifs du club en championnat de Russie.

### Bilan par saison
Légende
- Vice-champion ou finaliste de la compétition
- Promotion en division supérieure
- Relégation en division inférieure

| Saison    | Championnat    | Championnat | Championnat | Championnat | Championnat | Championnat | Championnat | Championnat | Championnat | Championnat | Coupe de Russie     |
| Saison    | Division       | Pos         | Pts         | J           | V           | N           | D           | BP          | BC          | Diff        | Coupe de Russie     |
| --------- | -------------- | ----------- | ----------- | ----------- | ----------- | ----------- | ----------- | ----------- | ----------- | ----------- | ------------------- |
| 1996      | 5e Podmoskovié | 1er         | 57          | 22          | 18          | 3           | 1           | 90          | 6           | +84         | —                   |
| 1997      | 4e Zone 3      | 2e          | 84          | 40          | 26          | 6           | 8           | 80          | 38          | +42         | —                   |
| 1998      | 3e Ouest       | 10e         | 53          | 40          | 15          | 8           | 17          | 63          | 60          | +3          | —                   |
| 1999      | 3e Centre      | 6e          | 62          | 36          | 17          | 11          | 8           | 51          | 35          | +16         | 128es de finale     |
| 2000      | 3e Centre      | 1er         | 88          | 38          | 28          | 4           | 6           | 68          | 22          | +46         | 32es de finale      |
| 2001      | 2e             | 12e         | 43          | 34          | 13          | 4           | 17          | 42          | 54          | -12         | Seizièmes de finale |
| 2002      | 2e             | 7e          | 52          | 34          | 14          | 10          | 10          | 38          | 27          | +11         | Seizièmes de finale |
| 2003      | 2e             | 12e         | 57          | 42          | 16          | 9           | 17          | 36          | 46          | -10         | Quarts de finale    |
| 2004      | 2e             | 5e          | 61          | 42          | 17          | 10          | 15          | 39          | 33          | +6          | Seizièmes de finale |
| 2005      | 2e             | 4e          | 82          | 42          | 23          | 13          | 6           | 75          | 36          | +39         | Finale              |
| 2006      | 2e             | 1er         | 99          | 42          | 30          | 9           | 3           | 83          | 30          | +53         | 32es de finale      |
| 2007      | 1re            | 9e          | 37          | 30          | 9           | 10          | 11          | 32          | 33          | -1          | Seizièmes de finale |
| 2008      | 1re            | 14e         | 27          | 30          | 6           | 9           | 15          | 34          | 54          | -20         | Huitièmes de finale |
| 2009      | 1re            | 16e         | 10          | 30          | 2           | 4           | 24          | 20          | 64          | -44         | Seizièmes de finale |
| 2010      | 2e             | 13e         | 50          | 38          | 11          | 17          | 10          | 39          | 38          | +1          | Seizièmes de finale |
| 2011-2012 | 2e             | 13e         | 59          | 48          | 16          | 11          | 21          | 54          | 74          | -20         | 32es de finale      |
| 2011-2012 | 2e             | 13e         | 59          | 48          | 16          | 11          | 21          | 54          | 74          | -20         | Seizièmes de finale |
| 2012-2013 | 2e             | 16e         | 28          | 32          | 6           | 10          | 16          | 23          | 40          | -17         | Huitièmes de finale |
| 2013-2014 | 3e Ouest       | 3e          | 58          | 32          | 16          | 10          | 6           | 67          | 37          | +30         | 32es de finale      |
| 2014-2015 | 3e Ouest       | 4e          | 54          | 30          | 15          | 9           | 6           | 42          | 27          | +15         | 128es de finale     |
| 2015-2016 | 3e Ouest       | 1er         | 62          | 24          | 19          | 5           | 0           | 49          | 12          | +37         | Huitièmes de finale |
| 2016-2017 | 2e             | 11e         | 49          | 38          | 11          | 16          | 11          | 40          | 47          | -7          | Seizièmes de finale |
| 2017-2018 | 2e             | 13e         | 43          | 38          | 12          | 7           | 19          | 33          | 49          | -16         | 32es de finale      |
| 2018-2019 | 2e             | 9e          | 53          | 38          | 14          | 11          | 13          | 47          | 49          | -2          | Seizièmes de finale |
| 2019-2020 | 2e             | 2e          | 54          | 27          | 16          | 6           | 5           | 50          | 19          | +31         | Finale              |
| 2020-2021 | 1re            | 8e          | 45          | 30          | 13          | 6           | 11          | 35          | 39          | -4          | Huitièmes de finale |
| 2021-2022 | 1re            | 13e         | 32          | 30          | 7           | 11          | 12          | 34          | 47          | -13         | Phase de groupes    |
| 2022-2023 | 1re            | 15e         | 18          | 30          | 4           | 6           | 20          | 25          | 67          | -42         | Phase de groupes    |

## Identité visuelle

### Historique du logo
La galerie suivante liste les différents logos connus du club au cours de son existence.

Évolution du logo
1997-2003
2004-2006
Depuis 2007

## Personnalités du club

### Entraîneurs
La liste suivante présente les différents entraîneurs du club depuis sa fondation :
- Vladimir Chtapov (1996-1997)
- Andreï Dementiev (janvier 1998-juillet 1998)
- Igor Bychkov (août 1998-septembre 1998)
- Ravil Sabitov (septembre 1998-octobre 1999)
- Aleksandr Piskariov (novembre 1999-mai 2000)
- Viktor Papaïev (mai 2000-novembre 2000)
- Alekseï Petrouchine (décembre 2000-août 2001)
- Ravil Sabitov (août 2001-juillet 2002)
- Sergueï Derkatch (juillet 2002-juin 2003)
- Dmitri Galiamin (juin 2003-novembre 2003)
- Vassili Koulkov (décembre 2003-février 2004)
- Vladimir Chevtchouk (février 2004-septembre 2004)
- Ilya Tsymbalar (septembre 2004)
- Pavel Yakovenko (septembre 2004-novembre 2005)
- Vladimir Kazatchionok (décembre 2005-septembre 2007)
- Slavoljub Muslin (septembre 2007-avril 2008)
- Igor Iouchtchenko (avril 2008-mai 2008)
- Sergueï Iouran (mai 2008-décembre 2008)
- Konstantin Sarsania (décembre 2008-septembre 2009)
- Igor Tchougaïnov (septembre 2009-décembre 2009)
- Aleksandr Tarkhanov (décembre 2009-juillet 2010)
- Ievgueni Bushmanov (juillet 2010-novembre 2010)
- Aleksandr Grigoryan (décembre 2010-juillet 2011)
- Oleg Dolmatov (juillet 2011-avril 2012)
- Aleksandr Tarkhanov (avril 2012-août 2012)
- Omari Tetradze (août 2012-octobre 2012)
- Valeri Petrakov (octobre 2012-juin 2013)
- Guennadi Gridine (juin 2013-août 2013)
- Aleksandr Tarkhanov (août 2013-novembre 2013)
- Vladimir Moukhanov (décembre 2013-juin 2014)
- Vladimir Maminov (juin 2014-juin 2015)
- Vadim Khafizov (juin 2015-juin 2016)
- Aleksandr Irkhine (juin 2016-juin 2017)
- Oleg Stogov (juin 2017-septembre 2017)
- Aleksandr Irkhine (septembre 2017-février 2018)
- Iouri Krasnojan (février 2018-mai 2018)
- Igor Chalimov (juin 2018-avril 2019)
- Andreï Talalaïev (avril 2019-janvier 2020)
- Sergueï Iouran (janvier 2020-juillet 2020)
- Dmitri Gounko (en) (juillet 2020-septembre 2020)
- Igor Tcherevtchenko (septembre 2020-octobre 2021)
- Igor Iouchtchenko (intérim) (octobre 2021-novembre 2021)
- Igor Tcherevtchenko (novembre 2021-février 2022)
- Sergueï Iouran (février 2022-août 2022)
- Nikolaï Pissarev (août 2022-septembre 2022)
- Spartak Gogniev (septembre 2022-avril 2023)
- Andreï Talalaïev (depuis avril 2023)

### Joueurs emblématiques
Les statistiques suivantes sont tirées de la page FootballFacts du club.
| # | Nom               | Période              | Matchs |
| - | ----------------- | -------------------- | ------ |
| 1 | Miodrag Jovanović | 2001-2009            | 240    |
| 2 | Roman Berezovsky  | 2006-2011            | 177    |
| 3 | Nikolaï Barkalov  | 1999-2004            | 176    |
| 4 | Andreï Tikhonov   | 2005-2007, 2010      | 151    |
| 5 | Nikolaï Tiounine  | 2011-2012, 2013-2018 | 148    |

| # | Nom                 | Période               | Buts |
| - | ------------------- | --------------------- | ---- |
| 1 | Sergueï Kravtchouk  | 1996-2001             | 73   |
| 2 | Andreï Tikhonov     | 2005-2007, 2010       | 47   |
| 3 | Kostantin Guenitch  | 1999-2001             | 35   |
| 4 | Nikolaï Kovardaïev  | 2000-2003             | 32   |
| 5 | Aleksandr Antipenko | 2003, 2005, 2007-2009 | 21   |

#### Joueurs internationaux
Les joueurs internationaux suivants ont joué pour le club. Ceux ayant représenté leur équipe nationale durant leur passage à Khimki sont marqués en gras.
Russie
- Vladimir Beschastnykh
- Viktor Boudianski
- Alekseï Bougaïev
- Andreï Chichkine
- Iouri Drozdov
- Valeri Kleïmionov
- Andreï Kondrachov
- Fiodor Koudriachov
- Arseni Logachov
- Ilia Maksimov
- Sergueï Nekrasov
- Pavel Pogrebniak
- Denis Popov
- Igor Portniaguine
- Aleksandr Ryazantsev
- Roman Chirokov
- Andreï Tikhonov
- Egor Titov
- Roman Vorobiov
- Rénat Ianbaïev
- Andreï Iechtchenko
- Artur Ioussoupov

Europe
- Artak Aleksanyan
- Roman Berezovsky
- Barsegh Kirakosyan
- Artur Yedigaryan
- Robert Zebelyan
- Emin Agayev
- Timofei Kalachev
- Dzyanis Kowba
- Maksim Romaschenko
- Artiom Radkov
- Dragan Blatnjak
- Ricardo Baiano
- Vule Trivunović
- Andrei Stepanov
- Vladimir Voskoboinikov
- Boris Rotenberg
- Valeri Abramidze
- Gogita Gogua
- Georgi Lomaia
- Giorgi Navalovski
- Edik Sajaia
- Georgi Mikadze
- Vladimir Gogberashvili
- Dmitri Liapkine
- Roman Uzdenov
- Oskars Kļava
- Darius Miceika
- Mantas Samusiovas
- Valdas Trakys
- Victor Golovatenco
- Oleg Hromțov
- Iurie Priganiuc
- Radu Rebeja
- Oleg Șișchin
- Florin Șoavă
- Dragan Mrđa
- Martin Jakubko
- Nastja Čeh
- Dmytro Parfenov
- Serhiy Danylovskyy

Asie
- Wladimir Baýramow
- Vladimir Shishelov

Afrique
- Abdelillah Bagui
- Richard Eromoigbe
- Dame Diop